# Vordemwald
Vordemwald é uma comuna da Suíça, no Cantão Argóvia, com cerca de 1.699 habitantes. Estende-se por uma área de 10,15 km², de densidade populacional de 167 hab/km². Confina com as seguintes comunas: Brittnau, Murgenthal, Rothrist, Strengelbach.
A língua oficial nesta comuna é o Alemão.

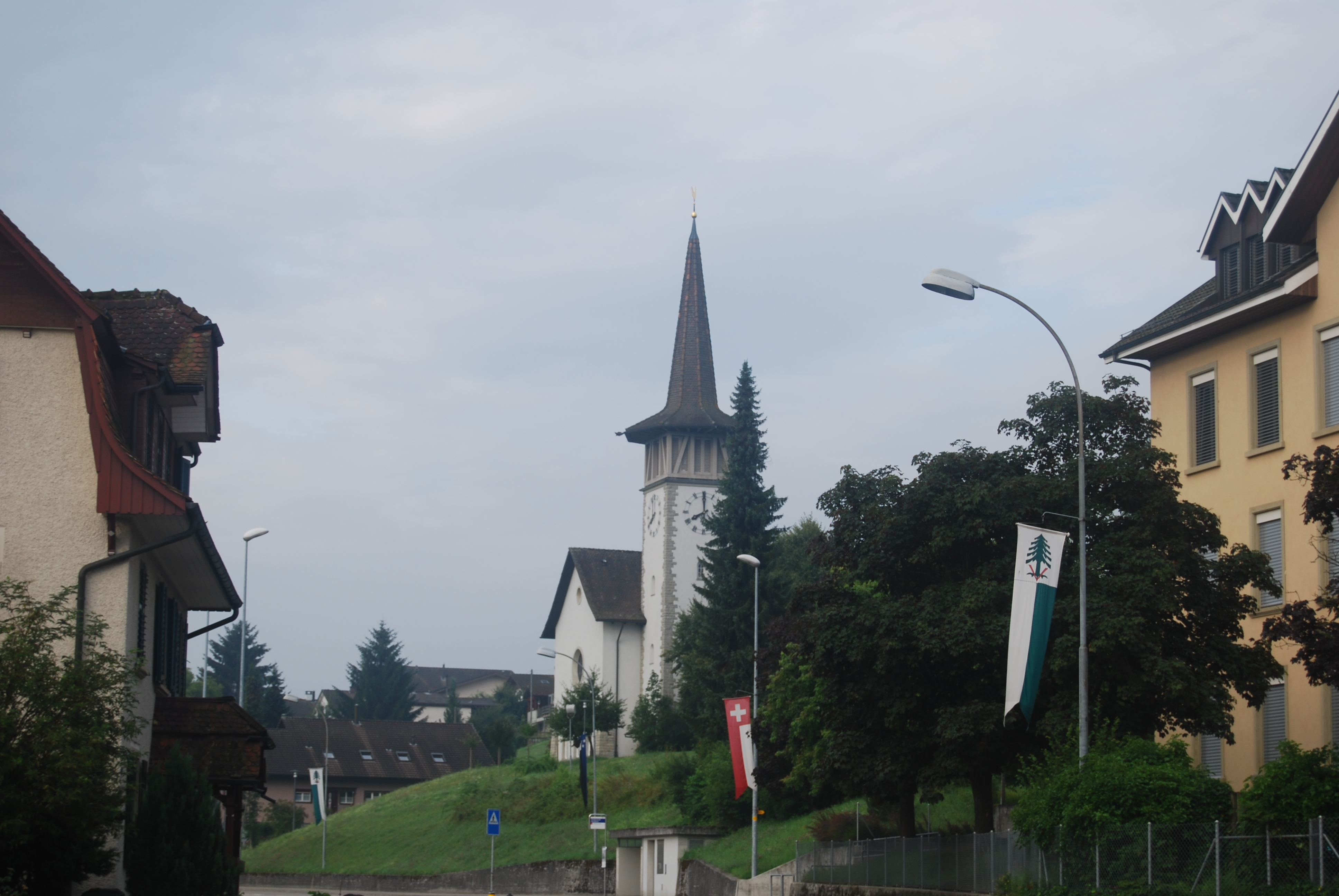
Vordemwald